# Fontaine-Denis-Nuisy
Fontaine-Denis-Nuisy é uma comuna francesa na região administrativa do Grande Leste, no departamento de Marne. Estende-se por uma área de 13.17 km², e possui 233 habitantes, segundo o censo de 2018, com uma densidade de 18 hab/km².